# Marcus Atilius Regulus (konsul 267 f.Kr.)

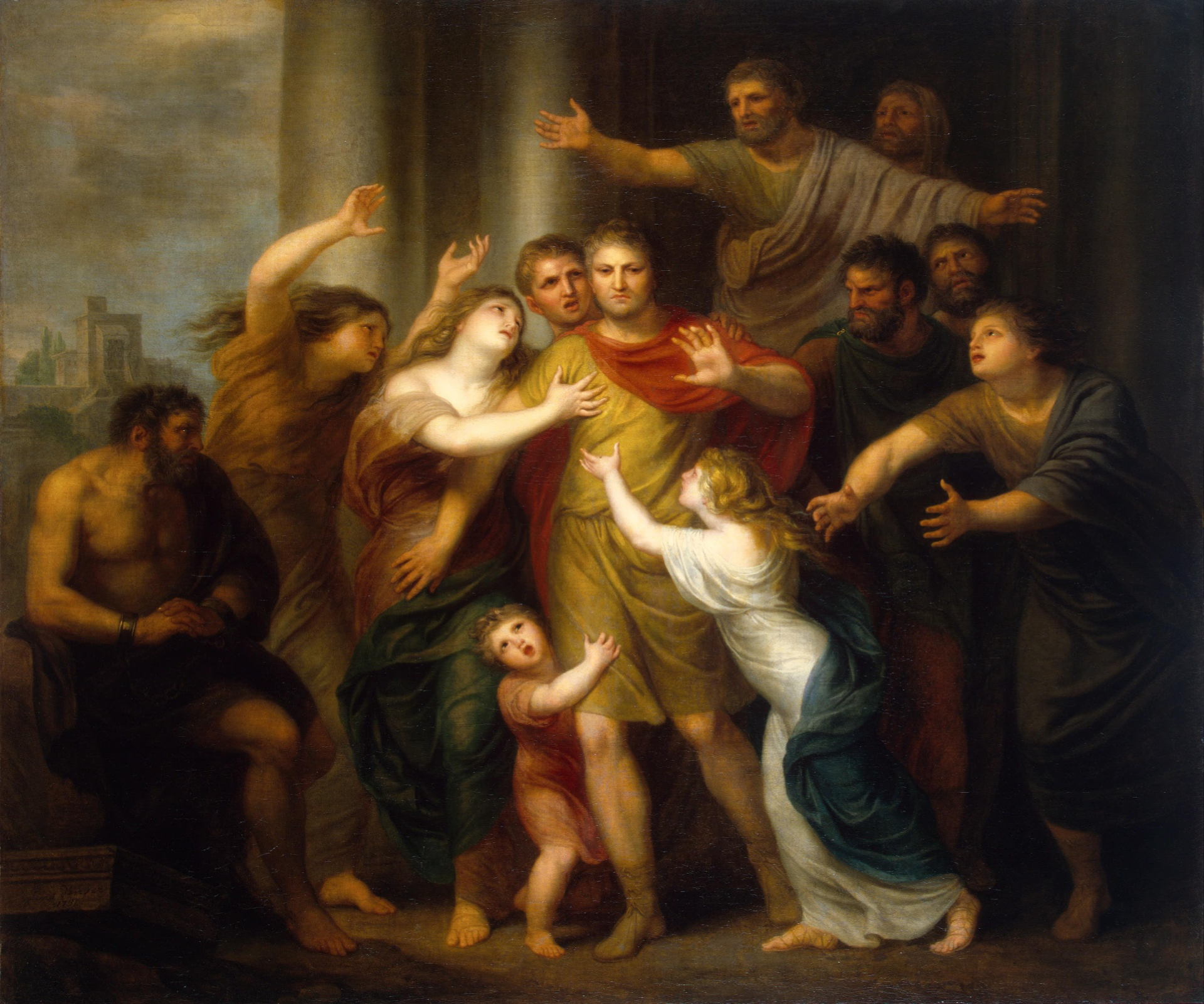
Marcus Atilius Regulus (konsul 267 f.Kr.)

Marcus Atilius Regulus, död 250 f.Kr., var en romersk konsul och fältherre under det första puniska kriget.
Han stred som konsul 267 f.Kr. med framgång mot salentinerna öster om Tarentum. Han blev för andra gången konsul 256 f.Kr., och sändes tillsammans med sin ämbetsbroder Lucius Manlius Vulso Longus med en flotta och en här till Afrika. Efter en avgörande seger över Karthagos flotta vid Ecnomus på södra kusten av Sicilien landsteg romarna vid Clupea och härjade det afrikanska landet. Efter en tid återsändes en del av hären under Vulso, medan Regulus stannade med huvudstyrkan. Han hade till en början framgång; fienden besegrades, städer intogs, och Karthago bad om fred. Men då alltför hårda villkor uppställdes beslöt sig karthagerna för att anstränga sig till det yttersta. En del av hären på Sicilien återkom, numidiskt rytteri samlades, och grekiska legosoldater under spartanen Xanthippos värvades. Regulus här besegrades under slaget om Bagrada (nuvarande Medjerda), och han blev själv tillfångatagen.
Enligt en senare tradition, som var gängse redan på Ciceros tid, skulle Regulus omkring 251 efter karthagernas nederlag vid Panormus ha blivit skickad till Rom för att ombesörja utväxling av krigsfångar (enligt Livius för att medla fred), sedan han fått avlägga ed på att återvända om han misslyckades. Regulus skulle emellertid i Rom ha avstyrkt Karthagos anbud och vid återkomsten blivit under grymma kval avlivad. Denna berättelse, som utgjorde ett omtyckt ämne för prosaiska och poetiska skildringar (jämför till exempel Horatius Oden 111:5), är troligen konstruerad. Bättre bestyrkt genom tidigare vittnesbörd är framställningen att Regulus maka efter underrättelsen om att Regulus dött i fångenskap låtit två förnäma karthagiska fångar undergå en grym behandling. Denna berättelse har troligen gett upphov till den förra versionen.